# Phòng Ảnh Windows
Phòng Ảnh Windows (tiếng Anh: Windows Photo Gallery) là công cụ quản lý ảnh, thêm từ khóa, và chỉnh sửa hình ảnh được Microsoft xuất bản trong bộ chương trình Windows Essentials.
Trong Windows Vista, các slideshow trình diễn hình ảnh với các bộ chủ để chuyển hình mượt chỉ có trong bản Home Premium và Ultimate. Vào thời đó, một phiên bản nâng cấp của Phòng Ảnh có trong bộ Windows Live mang tên Windows Live Photo Gallery, có thể được cài đặt thông qua Windows Live Installer, bao gồm các chức năng mới như biểu đồ thống kê lượng màu của một tấm hình, tự động thêm từ khóa trong khi nhập ảnh và tải chúng lên Windows Live Spaces hoặc Flickr.
Phòng Ảnh Windows bị loại bỏ khỏi Windows 7 bởi chương trình có tính năng cao hơn là Windows Live Photo Gallery trong Windows Live Essentials. Windows Live Photo Gallery được đổi tên thành Phòng Ảnh Windows vào năm 2012.